# Lehrvertrag

Lehrvertrag (Vorderseite) in Deutschland, 1960er Jahre

Der Lehrvertrag soll auf qualifizierte berufliche Tätigkeiten vorbereiten und dazu die erforderlichen Kompetenzen (Kenntnisse, Fertigkeiten und Schlüsselqualifikationen) vermitteln. Der Begriff Lehrvertrag ist in Österreich und der Schweiz üblich, in Deutschland wird stattdessen seit etwa den 1980er Jahren ein Berufsausbildungsvertrag geschlossen.

## Österreich
In EA wird das Lehrverhältnis gem. § 12 BAG durch den Eintritt des Lehrlings in die fachliche Ausbildung und Verwendung begründet und durch den Lehrvertrag mit dem Lehrberechtigten geregelt. Nach § 171 ABGB kann sich ein mündiges minderjähriges Kind selbständig durch Vertrag zu Dienstleistungen verpflichten, ausgenommen zu Dienstleistungen auf Grund eines Lehr- oder sonstigen Ausbildungsvertrags. Der Abschluss des Lehrvertrages eines minderjährigen Lehrlings bedarf der Zustimmung seines gesetzlichen Vertreters (§ 12 Abs. 1 Satz 3 BAG).

## Schweiz

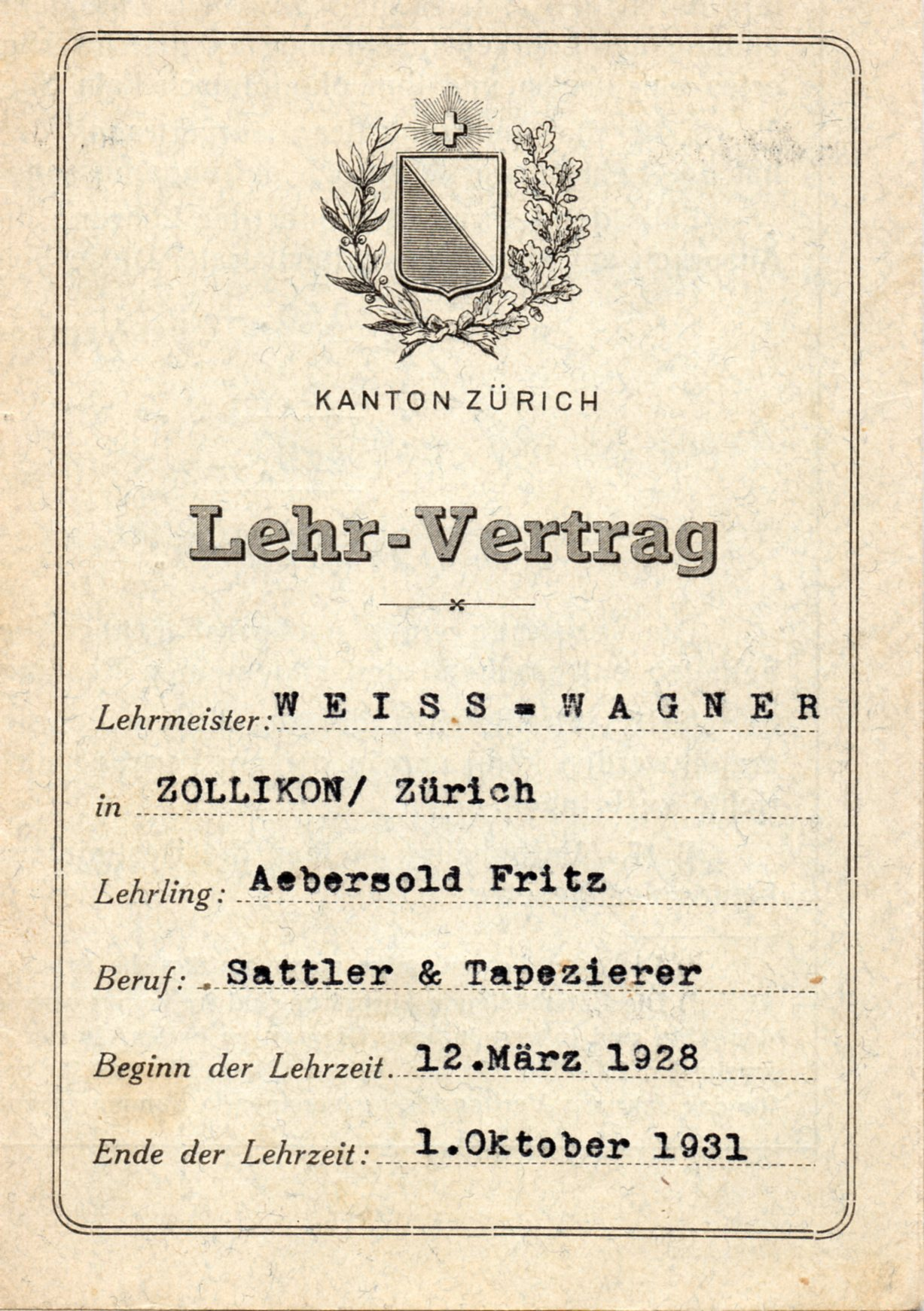
Lehrvertrag von 1928, Kanton Zürich

Der Lehrvertrag ist ein besonderer Einzelarbeitsvertrag. Er ist in Art. 344 ff. OR geregelt und wird zwischen Arbeitgeber und lernender Person geschlossen. Gem. Art. 8 der aufgrund des Berufsbildungsgesetzes erlassenen Verordnung über die Berufsbildung soll für Lehrverträge in der ganzen Schweiz ein von den Kantonen zur Verfügung gestelltes Formular verwendet werden.
Der Lehrvertrag umfasst u. a. folgende Angaben:
- Personalien der Vertragspartner
- Berufsbezeichnung
- Lohn
- Verantwortliche Berufsbildner
- Zu besuchende Berufsfachschule
- Beginn und Ende der Ausbildung
- Dauer der Probezeit

Es sind drei Vertragsexemplare auszustellen. Eines geht an die zuständige kantonale Behörde, eines an den Ausbildungsbetrieb sowie eines an den Lehrling. Zu Unterschreiben haben drei bzw. vier Parteien:
- Ausbildungsbetrieb
- Lehrling
- Gesetzliche Vertreter (wenn minderjährig oder unter Vormundschaft)
- Kantonale Behörde